# پارک کینانومارو
پارک کینانومارو (به ژاپنی: 北の丸公園, Kitanomaru Kōen)، یک پارک عمومی در چیودا-کو، توکیو، توکیو، ژاپن واقع در شمال کاخ امپراتوری توکیو است.